# Exército Popular Boricua
O Exército Popular Boricua (em castelhano:  Ejército Popular Boricua, em inglês:  Boricua Popular/People's Army), também conhecido como Los Macheteros ("The Machete Wielders"), é uma organização militante e insurgente clandestina com sede em Porto Rico, com células nos demais estados dos Estados Unidos e outros países. Faz campanha e apoia a independência de Porto Rico dos Estados Unidos.
Durante sua primeira década de existência, teve uma média de duas ações por ano. O grupo reivindicou a responsabilidade pelo ataque bombista de 1978 de uma pequena central elétrica na área de San Juan, os ataques de retaliação de 1979 contra o pessoal das forças armadas dos Estados Unidos, o ataque à base da Guarda Aérea Nacional de Muñiz em 1981 e um assalto a banco em Wells Fargo em 1983.
O Exército Popular Boricua foi liderado principalmente por Filiberto Ojeda Ríos até ser morto pelo FBI em 2005. Um relatório do Gabinete do Inspetor-Geral do Departamento de Justiça dos Estados Unidos concluiu que o uso da força pelos agentes do FBI não violou a política e que Ojeda Ríos havia iniciado a troca de tiros.  Em contraste, o assassinato de Ojeda Rios foi denominado "um assassinato ilegal" por um relatório de 2011 da Comisión de Derechos Civiles (Comissão de Direitos Civis) do Governo de Porto Rico.